# سیارک ۵۳۳۱۶
سیارک ۵۳۳۱۶ (به انگلیسی: 53316 Michielford، نامگذاری:1999JY3) پنجاه و سه هزار و سیصد و شانزدهمین سیارک کشف شده‌است که در ۹ مه ۱۹۹۹ کشف شد.